# 40e cérémonie des Victoires de la musique
La 40e cérémonie des Victoires de la musique se déroule le 14 février 2025 à la Seine musicale de Boulogne-Billancourt, en France. La cérémonie, présidée par Alain Souchon, est retransmise en direct à la télévision sur France 2, à la radio sur France Inter et présentée par Léa Salamé et Cyril Féraud.

## Tournage

### Lieu
La cérémonie est tournée à Boulogne-Billancourt, à la Seine musicale.

### Production et organisation
La cérémonie est produite par l'association « Les Victoires de la musique » et Carson Prod.

#### Présentation
La cérémonie est présentée par Léa Salamé et Cyril Féraud.

#### Président d'honneur
Cette année, Alain Souchon est président d'honneur de la cérémonie.

## Palmarès
Ci-dessous, les lauréats et nommés cette année :
| Catégorie              | Lauréat(e)                     | Lauréat(e) | Nommé(e)s |
| ---------------------- | ------------------------------ | --- | --- |
| Artiste féminine       | Zaho de Sagazan                | Zaho de Sagazan                                                                                                   | • Clara Luciani • Zaho de Sagazan • Santa • Yseult |
| Artiste masculin       | Gims                           | Gims | • Gims • Justice • Philippe Katerine • Tiakola |
| Révélation féminine    | Solann                         | Solann | • Solann • Styleto • Yoa |
| Révélation masculine   | Pierre Garnier                 | Pierre Garnier | • Pierre Garnier • Lucky Love • Aliocha Schneider |
| Révélation scène       | Pas de photos disponibles      | Yoa | • Aliocha Schneider • Solann • Yoa |
| Chanson originale      | Pierre Garnier                 | Ceux qu'on était de Pierre Garnier                                                                                | • Ceux qu'on était de Pierre Garnier • Ensemble de Aliocha Schneider • Recommence-moi de Santa • Rome de Solann • Tout pour moi de Clara Luciani |
| Concert                | Thomas Jolly · Victor Le Masne | Cérémonies d'ouverture et de clôture des Jeux olympiques et paralympiques d'été (Thomas Jolly et Victor Le Masne) | • Acte III - Shay (Production : Talent Boutique) • Cérémonies d'ouverture et de clôture des Jeux olympiques et paralympiques d'été (Production : Paris 2024) • La Symphonie des éclairs - Zaho de Sagazan (Production : Disparate & Wart) • Santa (Production : Décibels Productions) |
| Création audiovisuelle | Pas de photos disponibles      | DJ Mehdi - Made in France                                                                                         | • DJ Mehdi - Made in France (réalisé par Thibaut de Longeville) • La Grâce d'Alain Chamfort (réalisé par François Goetghebeur) • Neverender de Justice (réalisé par Armand Béraud, Masanobu Hiraoka & Kota Iguchi)                                                                    |
| Album                  |                                | Recommence-moi de Santa                                                                                           | • BDLM Vol. 1 de Tiakola • Hyperdrama de Justice • L'Impermanence d'Alain Chamfort • Mon sang de Clara Luciani • Recommence-moi de Santa |
| Victoire d'honneur     | Eddy Mitchel · Sylvie Vartan   | Eddy Mitchell Sylvie Vartan                                                                                       | Aucun |

## Statistiques

### Nominations multiples
- 4 : Santa
- 3 : Clara Luciani, Justice, Aliocha Schneider, Solann
- 2 : Tiakola, Zaho de Sagazan, Pierre Garnier, Alain Chamfort, Yoa

### Récompenses multiples
- 2 : Pierre Garnier

## Réception critique
La rédaction de Télérama a trouvé la 40e cérémonie des Victoires de la musique extrêmement ennuyeuse : « Peu de moments à sauver de cette longue, très longue soirée : quelques prix, une prestation touchante de Solann et une bonne vanne de… Gad Elmaleh. C’est maigre. »
Libération évoque la cérémonie comme « une purge » et « un éternel recommencement ».